# Colleverde
Colleverde is een plaats (frazione) in de Italiaanse gemeente Guidonia Montecelio.